# Église Sainte-Thumette de Kérity
L'église Sainte-Thumette, datant du XVIe siècle et dédiée à sainte Thumette, est l'église paroissiale de la paroisse Saint-Pierre de Kérity, à Kerity-Penmarc'h, paroisse créée par ordonnance épiscopale du 8 mars 1949.

## Historique
Cette église, qui date du XVIe siècle, est à l'origine une chapelle de Penmarc'h qui subit de plein fouet la décadence de Tréoultré, pour finir par être ruinée au XIXe siècle. Ses ruines sont classées au titre de monument historique le 7 février 1916. 
En 1924, le recteur de Penmarc'h et auteur d'une monographie sur la ville, souhaite la restauration de cette église, qu'il décrit en partie gagnée par la végétation, ainsi que son retour au culte : « Il suffirait de jeter une charpente et une toiture sur ces piliers et ces murailles pour rendre à sa destination première l'église de Kérity ».
Après l'érection de Kérity en paroisse en 1949, cette église fait l'objet d'une restauration en 1950 sous l'autorité des monuments historiques, pour être bénite le 3 juin 1951. En 2015 et 2016, l'édifice fait l'objet d'une nouvelle restauration.

## Architecture
Contemporaine de l'église Saint-Nonna de Penmarc'h, l'église est donc de style gothique flamboyant et se compose d'une nef à cinq travées, d'un bas-côté nord et d'un chevet plat, à la mode à cette époque.

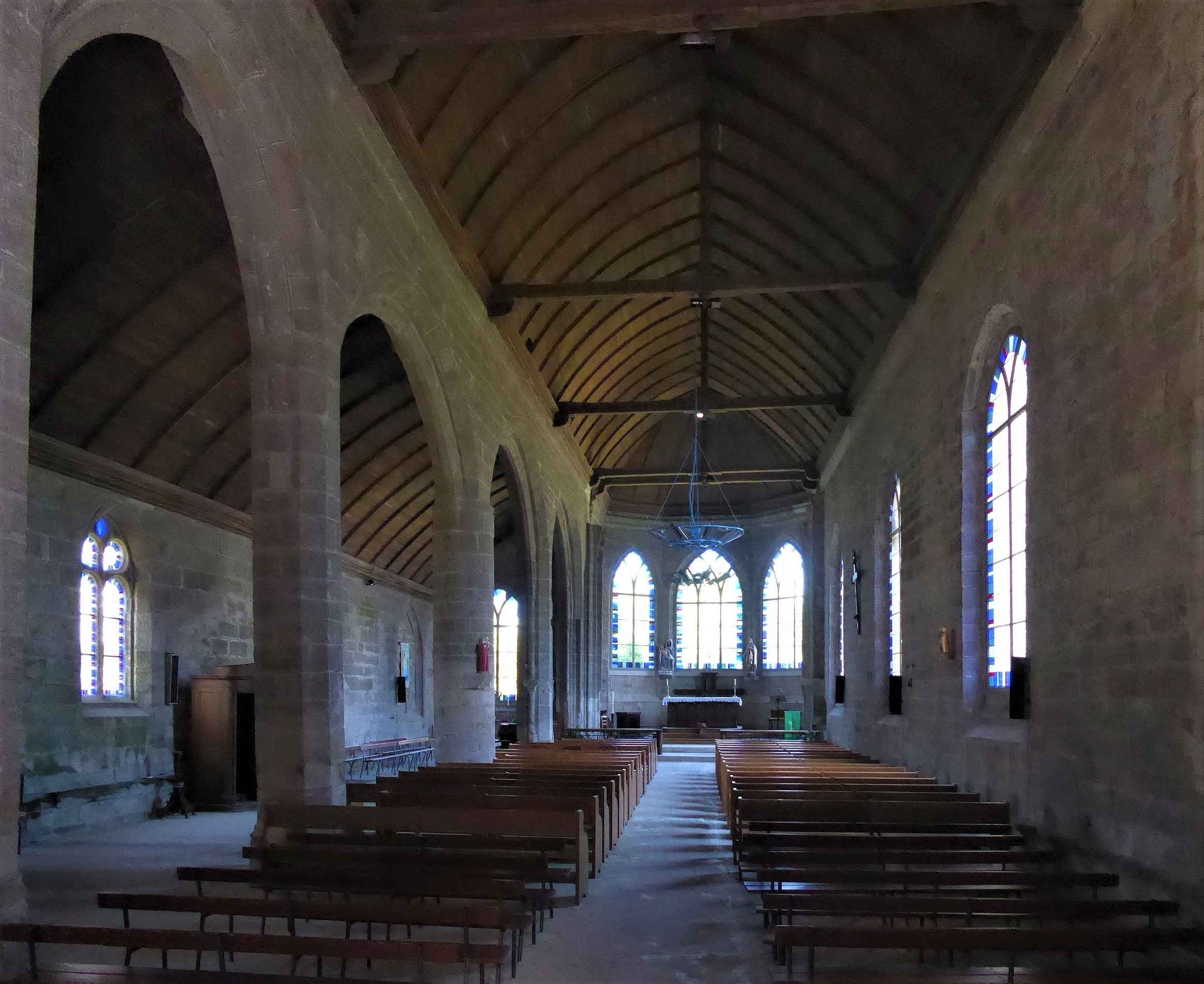
Intérieur de l'église vue vers le choeur avec sa charpente neuve
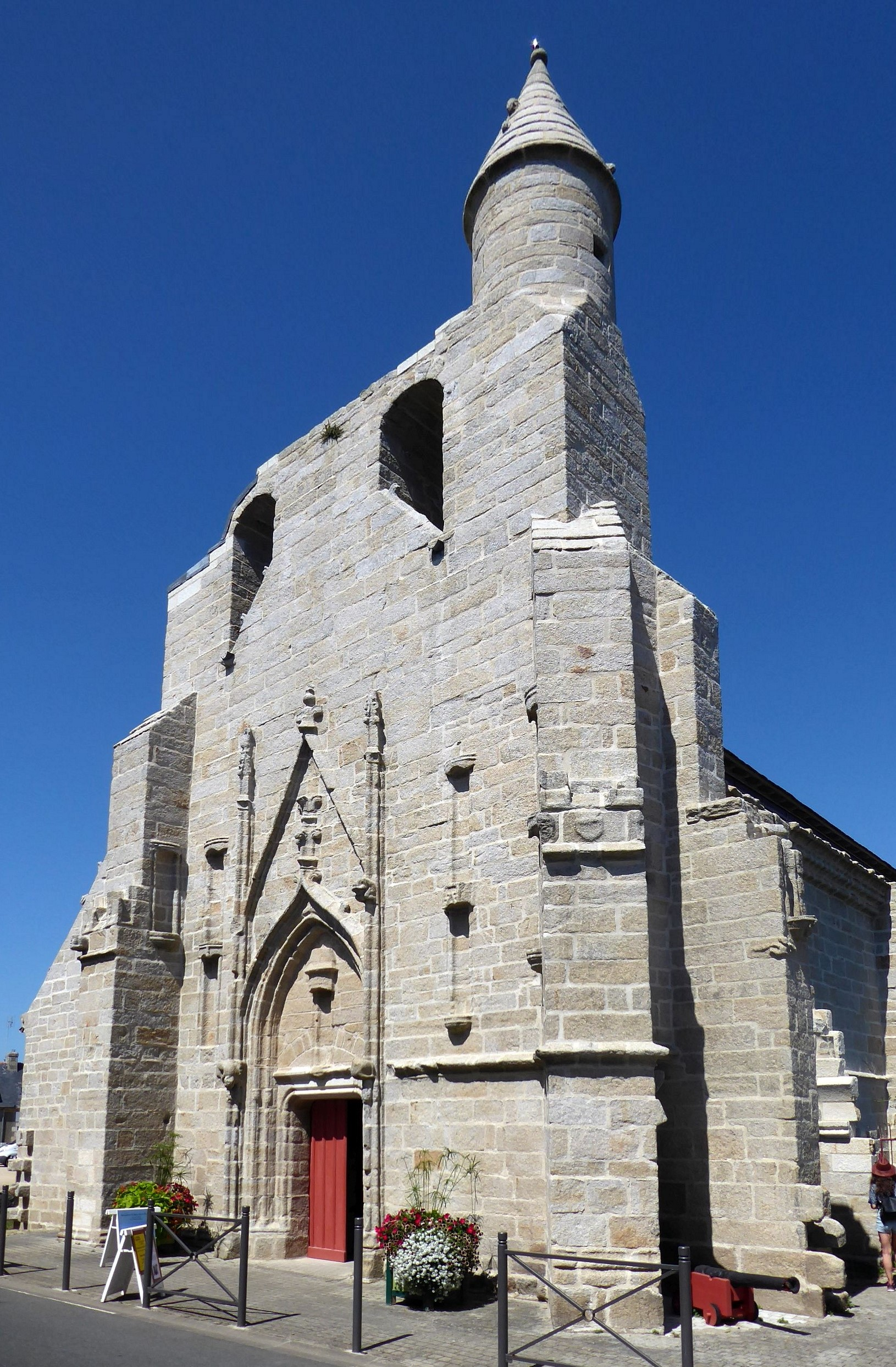
Façade de l'entrée après dernière restauration
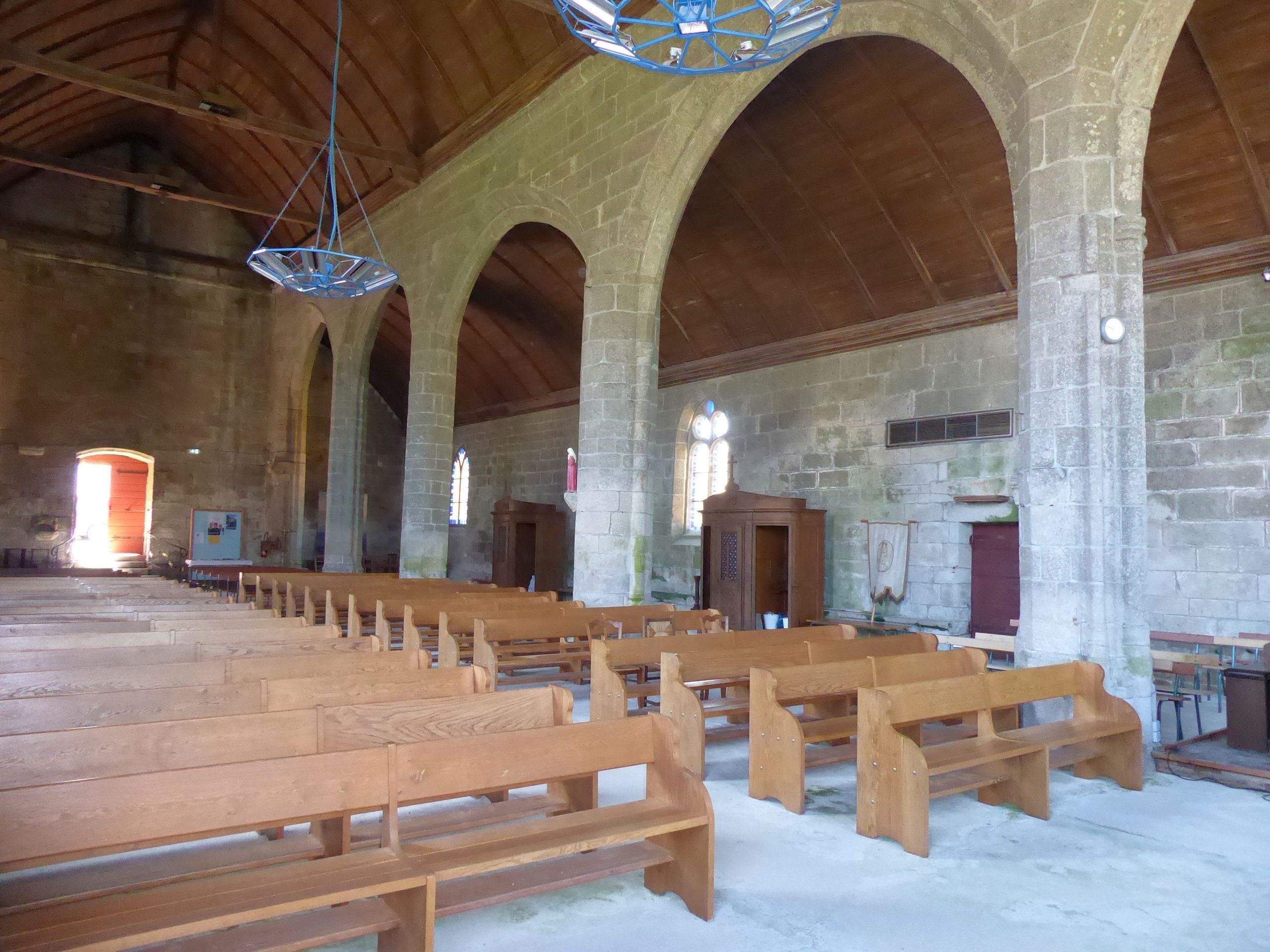
Nouveaux bancs et mobilier
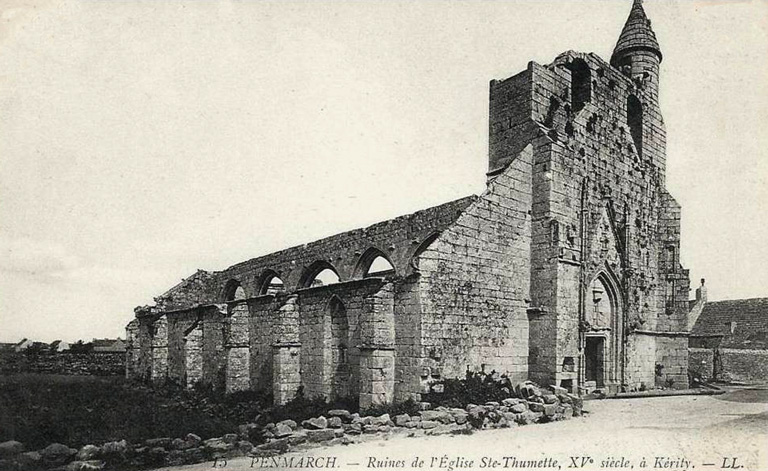
L'église en ruines
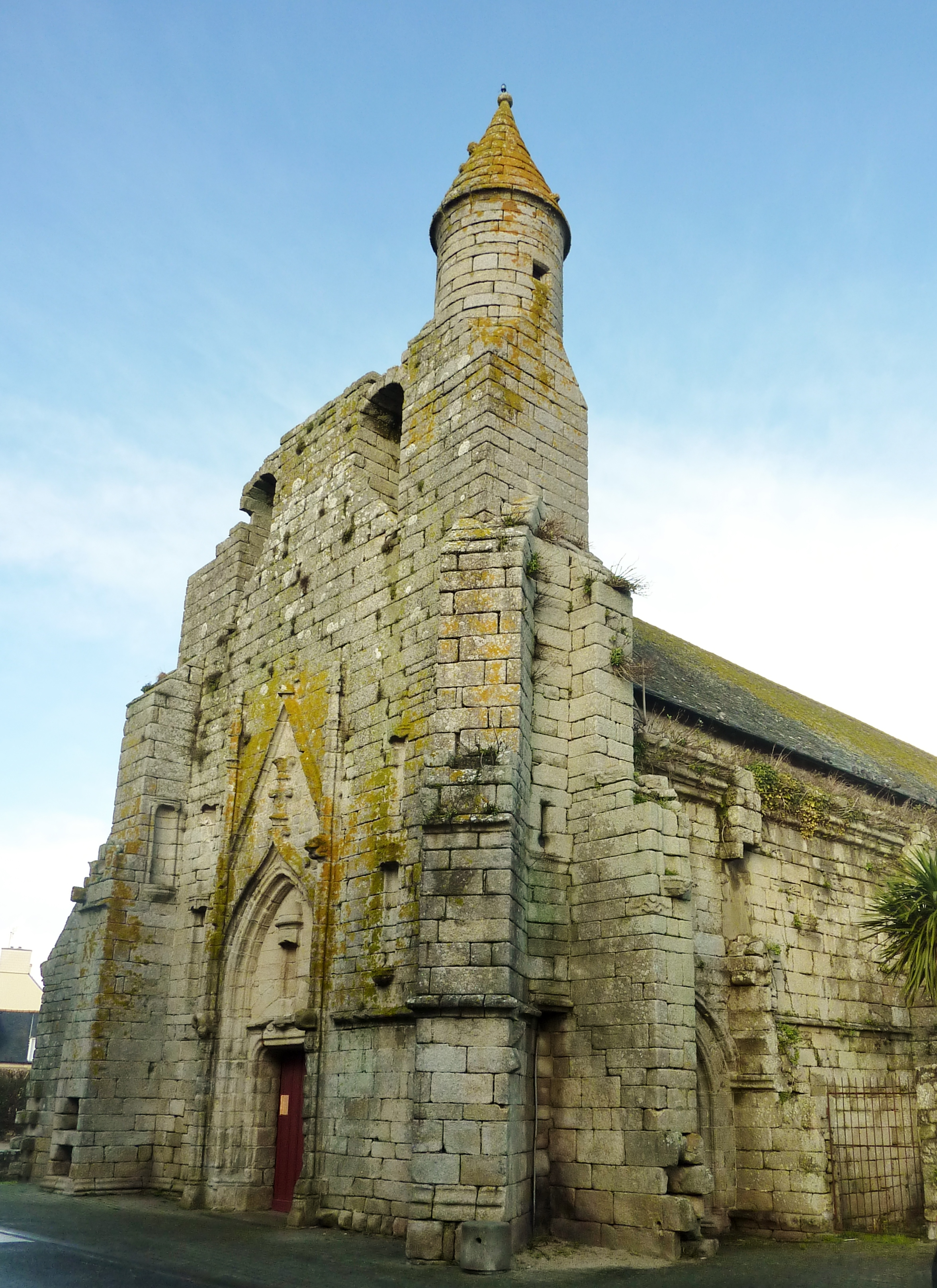
Façade de l'entrée après première restauration
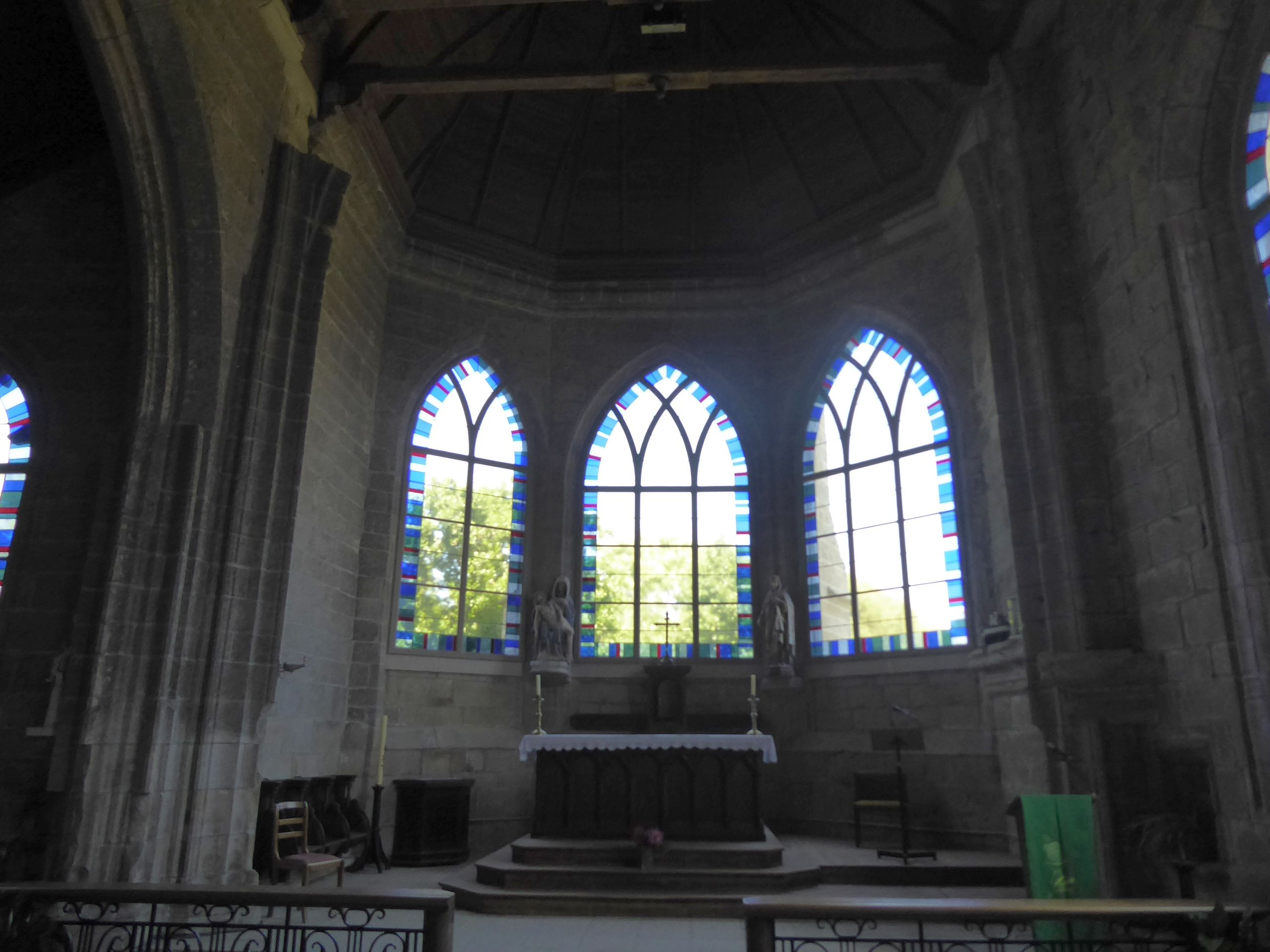
Vue générale du choeur
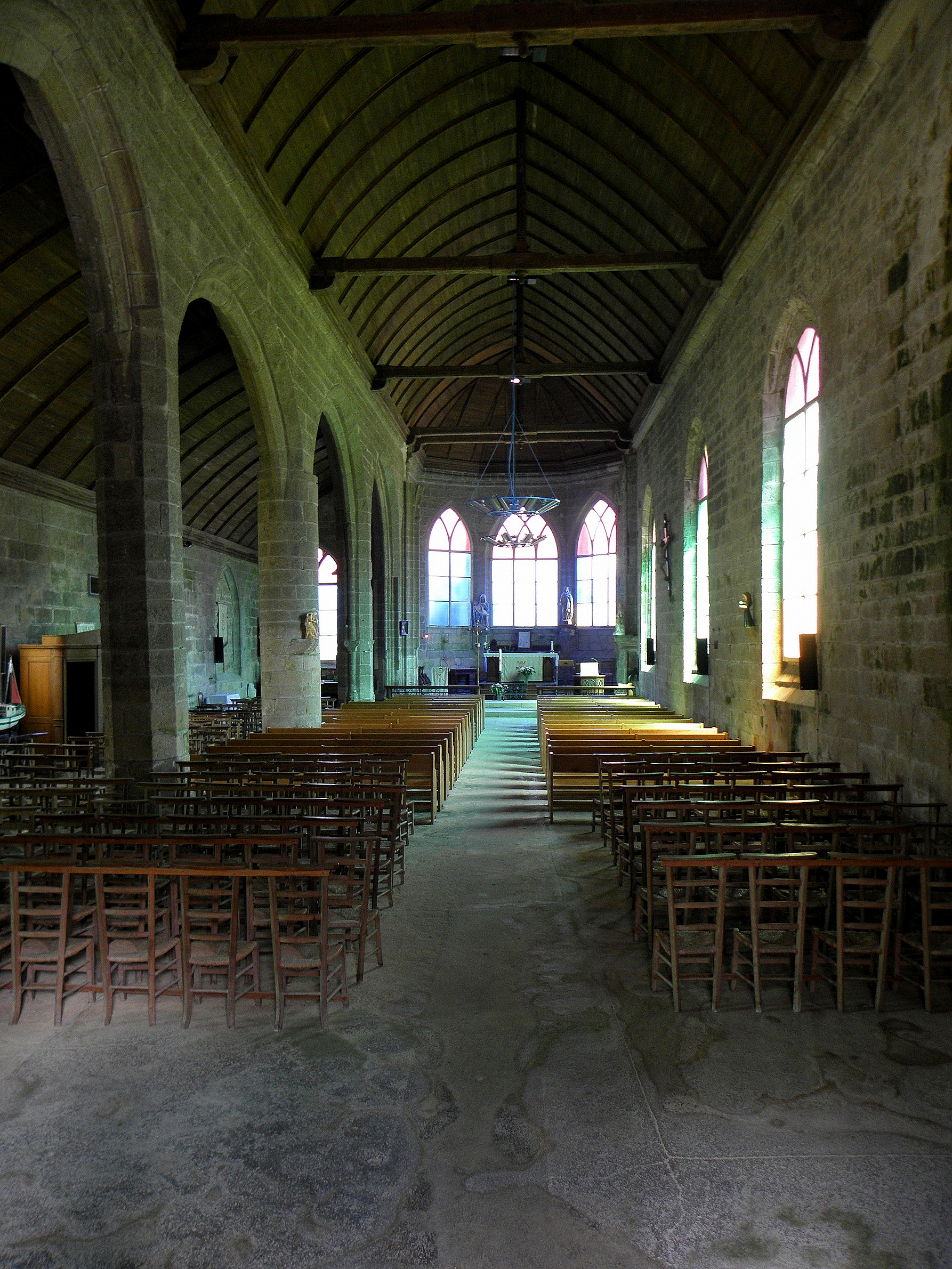
Vue générale de la Nef